# Platystele compacta
Platystele compacta är en orkidéart som först beskrevs av Oakes Ames, och fick sitt nu gällande namn av Oakes Ames. Platystele compacta ingår i släktet Platystele och familjen orkidéer. Inga underarter finns listade i Catalogue of Life.